# Johan Henrik Fieandt

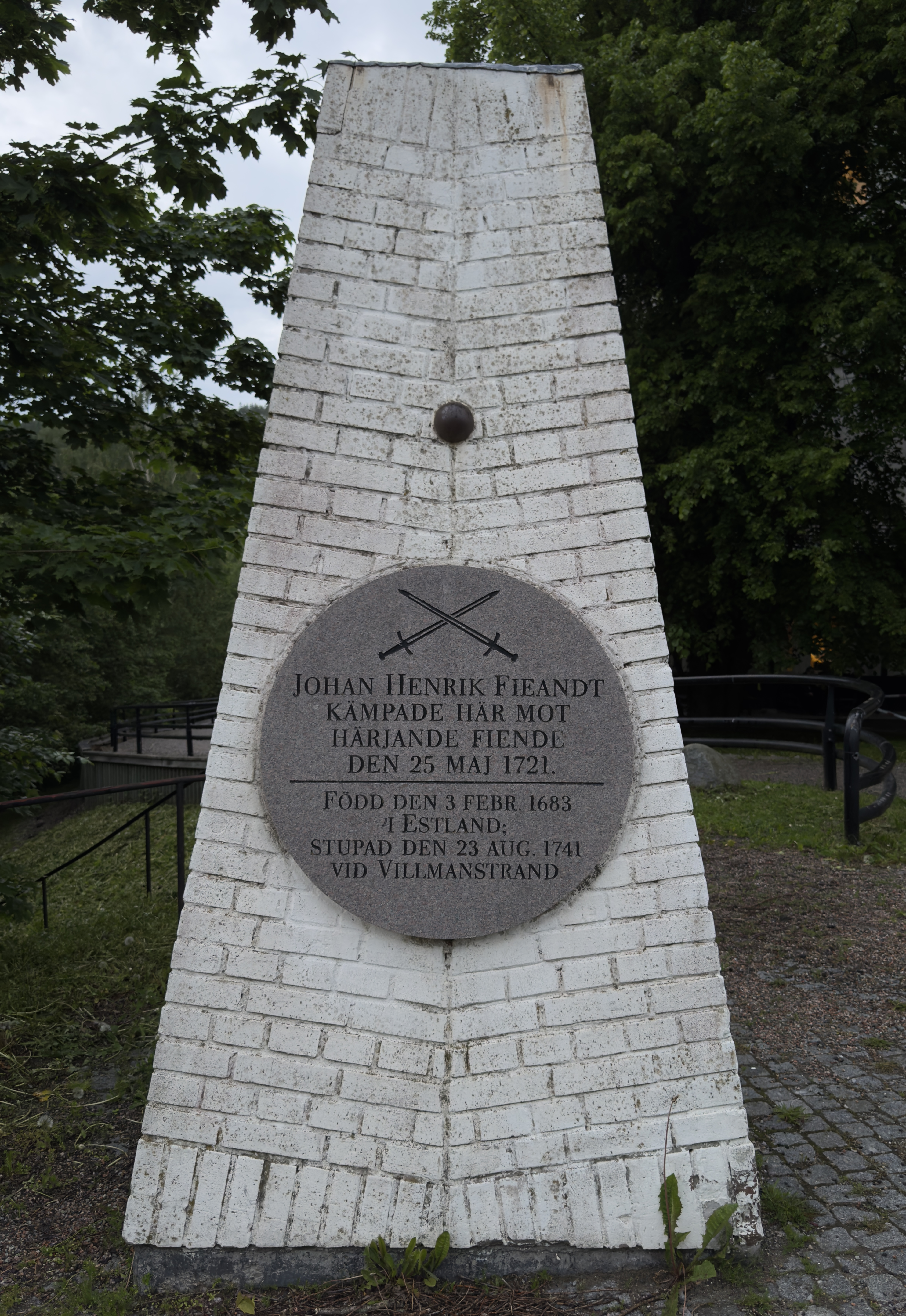
Minnesmärke över Johan Henrik Fieandt intill Widesbron vid Åkroken i Sundsvall.

Johan Henrik Fieandt, född 3 februari 1683 i Estland, död 23 augusti 1741 i Villmanstrand, var en estlandsfödd arméofficer och major vid Savolax och Nyslotts läns regemente till fots. Han är främst känd för sitt deltagande vid Slaget vid Selånger den 25 maj 1721, där han som befälhavare hade som uppgift att försvara staden Sundsvall från ryska trupper.
Han var farfar till Otto Henrik von Fieandt. Fieandt stred under det Stora nordiska kriget i de svenska besittningarna i Baltikum och Ingermanland redan som 17-åring. Han var då ryttare i Estniska kavalleriregementet. Deltog i slaget vid Narva 1700, övergången av Düna 1701, träffningen vid Systerbäck 1702 där han blev underofficer och mönsterskrivare samma år. Deltog i slaget vid Kyrölä 1706 och blev sedan kvartersmästare. Fieandt var sedan med i fälttåget vid Nevaströmmen och slaget vid Kalampa 1708. Hans regemente deltog vid belägringen av Tallinn 1710. Samma år blev han löjtnant vid Savolax och Nyslotts läns regemente till fots och deltog vid belägringen av Viborg, där han blev tillfångatagen. Den 25 april 1711 gjorde han expeditionen till Mohla sedan deltog han samma år i gerillastrider mot ryska trupper i Savolax. 1712 blev han befordrad till kapten. Han stred i slaget vid Pälkäne och slaget vid Napo. Vid Napo blev han tillfångatagen och förd till Moskva men lyckades fly. Den 1 januari 1716, under den Stora ofreden, försvarade Fieandt Kajaneborgs fästning vid en rysk belägring med en 3000 man stark styrka under ledning av kosackgeneralen Tjekin. Den 24 februari samma år kapitulerade den 50 man starka försvarsstyrkan och Fiendt tillsammans med fru och sin tre veckor gamla son fördes till fångläger i Ryssland. Fieandt lyckades 1718 med fru och barn fly till fots från krigsfångenskapen i Sibirien och anslöt sig ånyo till armén i Gävle. Den 21 december 1719 medverkade Fieandt i ett försök att undsätta Armfelts karoliner. Samma år befordrades han till major vid Savolax regemente. I slaget vid Selånger (Stora Nordiska krigets sista strid) den 25 maj 1721 försvarade Fieandt förgäves staden Sundsvall från att bli nedbränd av ryska trupper.
Fieandt fick med sin hustru tio barn varav två föddes i rysk fångenskap. Hans barn blev 1751, tack vare faderns gärningar, adlade med efternamnet von Fieandt.
Johan Henrik Fieandt stupade 1741 i slaget vid Villmanstrand.